# سیراکیوس (نیویورک)
سیراکیوس (به انگلیسی: Syracuse) شهری در شهرستان اونانداگا ایالت نیویورک است که در سرشماری سال ۲۰۱۳ میلادی ۱۴۴۶۶۹ نفر جمعیت داشته‌است. سیراکیوس، به‌طور رسمی در تاریخ ۱۸۴۸ میلادی به‌عنوان یک شهر شناخته شد.

## نگارخانه

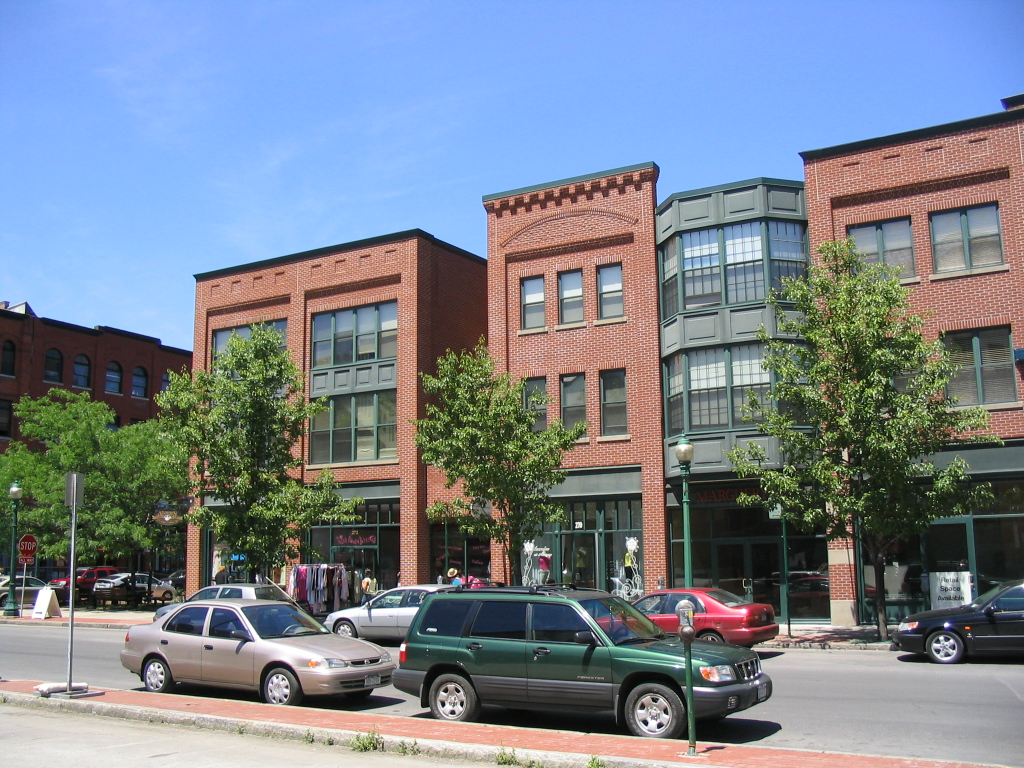
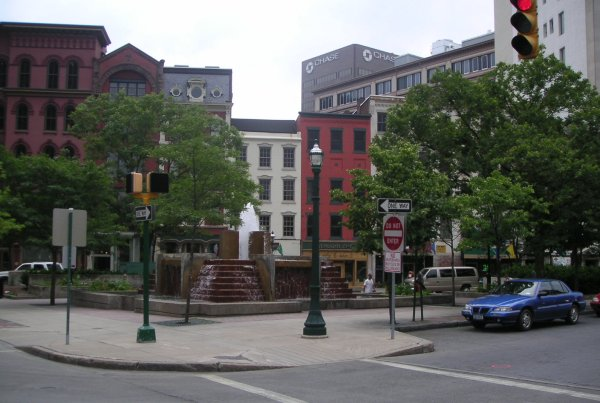
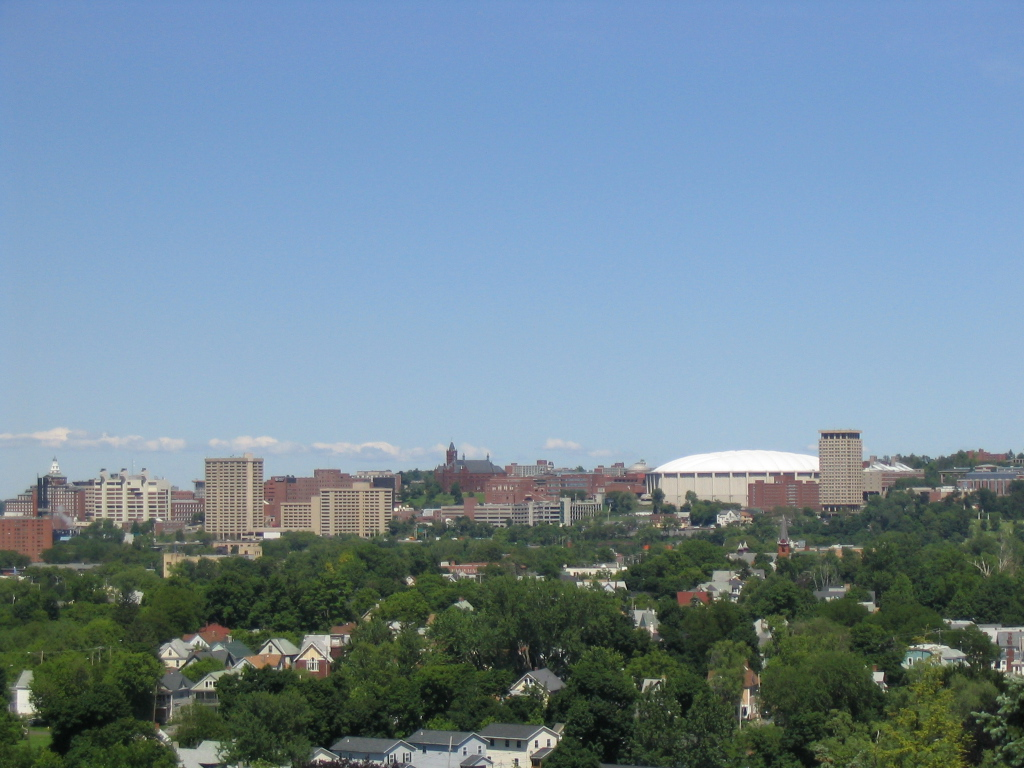
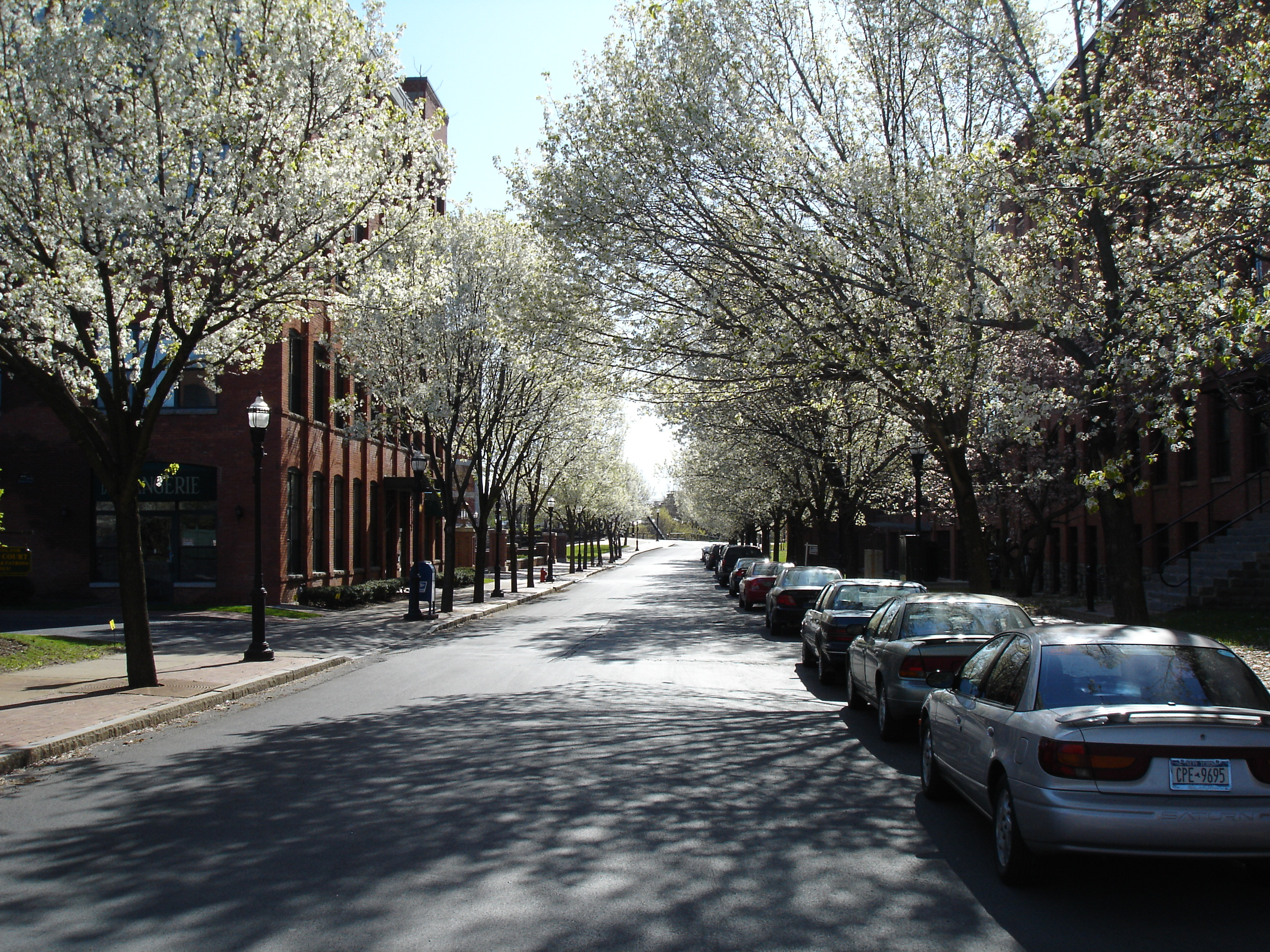
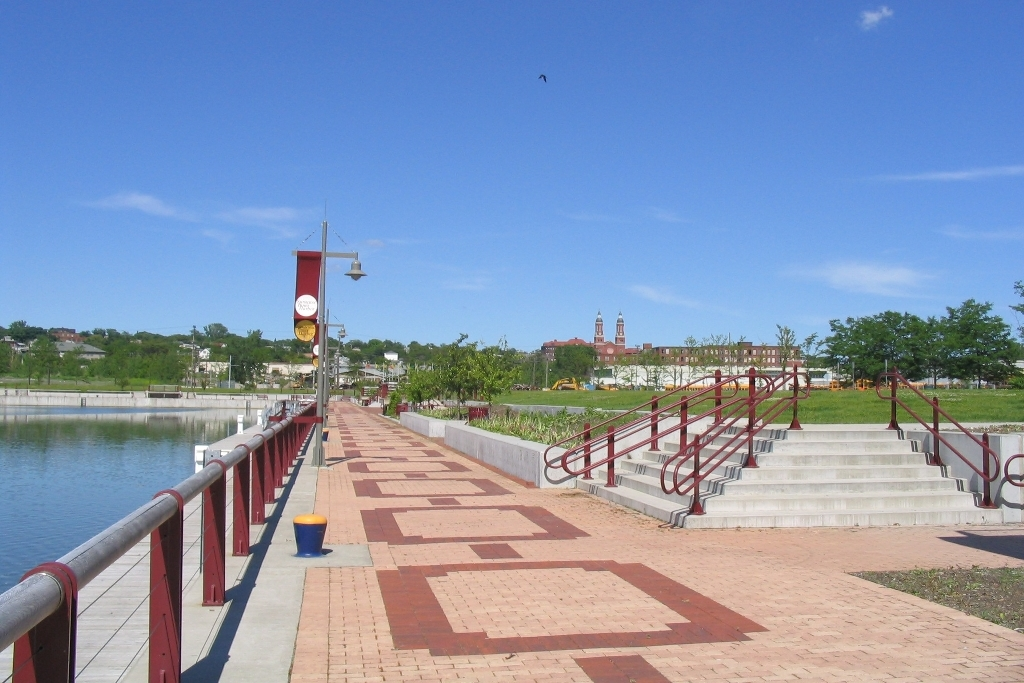

## مراکز علمی-فرهنگی

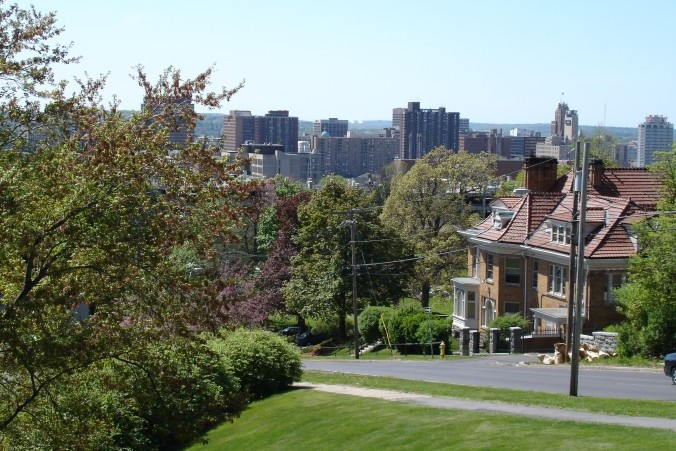
از محله‌های مسکونی شهر

- دانشگاه سیراکیوس